# سلطة اللسان
سلطة اللسان كتاب نقدي للشاعر الأيرلندي شيموس هيني،الحائز على جائزة نوبل في الأدب، صدر بالإنجليزية عام 1988 بعنوان The Government of the Tongue. يجمع نصوصًا ومحاضرات أُلقيت بين عامي 1978 و1987، من بينها سلسلة محاضرات تذكارية باسم ت. س. إليوت في جامعة كِنت.

## الخلفية
جاء الكتاب في سياق مرحلة من مسيرة هيني شهدت تزايد انخراطه في النقاشات الأدبية والأخلاقية حول وظيفة الشعر ودوره في مواجهة الواقع السياسي والاجتماعي. وُلد هيني في أيرلندا الشمالية وعاصر فترة "الاضطرابات" التي اندلعت أواخر الستينيات، وهو ما أثر في نظرته إلى علاقة الكلمة بالسلطة، والحرية، ومسؤولية المبدع. في تلك الفترة كان هيني يدرّس في جامعات مرموقة مثل هارفارد وأوكسفورد، ويوازن بين نشاطه الشعري والإبداعي وبين الكتابة النقدية.

## النشر
- الطبعة الأصلية: صدرت أول مرة عام 1988 عن دار "فابر أند فابر" في لندن في نحو 172 صفحة (غلاف صلب)، وتلتها طبعة ورقية عام 1989، كما نشرت نسخة أمريكية عن دار "فارار، شتراوس آند جيرو" في نيويورك في العام نفسه[6].
- الطبعة العربية: صدرت الترجمة العربية بعنوان سلطة اللسان بترجمة أسامة إسبر عن دار بدايات للطباعة للنشر والتوزيع سنة 2012، في 207 صفحة من القطع المتوسط[7].

## المحتوى
كتاب سلطة اللسان هو عمل نقدي مركّز يجمع بين مقالات ومحاضرات ألقاها الشاعر والناقد الأيرلندي شيموس هيني خلال الفترة من أواخر السبعينيات حتى منتصف الثمانينيات من القرن العشرين. يتناول الكتاب مواضيع تتصل بدور اللغة والشعر في مواجهة الواقع السياسي والاجتماعي، مركزًا على العلاقة بين الإبداع الشعري والسلطة، ومدى تأثير الكلمة في زمن القمع والتحديات.
في كتاب سلطة اللسان يطرح شيموس هيني رؤية تؤكد أن الكتابة الحقيقية لا بد أن تتحرر من الإكراهات والقيود الأيديولوجية، وأن الشعر ينبغي أن ينهض بمهمة إنقاذ الحقيقة والعدالة من ركام التاريخ، وأن يقف بوجه كل أشكال القمع والاستبداد.
يقدّم هيني في هذا العمل مجموعة من المحاضرات النقدية التي تتناول تجارب شعرية وفكرية متنوعة. ففي فصل بعنوان "وقع الحوافر الذي لا يهدأ"، يتوقف عند تجربة الشاعرة الأمريكية سيلفيا بلاث، كاشفًا فرادة كتابتها وعمق انخراطها في التجربة الذاتية حتى لحظة انتحارها المأساوي. ثم ينتقل إلى الشاعر والناقد الأمريكي روبرت لويل، مبينًا إلمامه الواسع بالتراث الأدبي وقدرته على تهذيب الذائقة الشعرية عبر صياغة شعرية متماسكة تمزج بين الممارسة التقليدية والابتكار، وصولًا إلى ما يسميه "الذروة الموسيقية" أو "الإيماءة الدرامية". ويعقد هيني مقارنة بين لويل والشاعر الروسي أوسيب ماندلشتام، موضحًا اشتراكهما في الرفض الغريزي لأي تسوية مع الواقع المفروض، ووقوفهما في وجه الشمولية السياسية. وقد جسّد ماندلشتام هذا الموقف من خلال أعمال شعرية ثائرة سماها "النثر الرابع"، فيما عبّر لويل عن موقفه في بيان شهير حول المسؤولية الشخصية، وكلاهما عرف السجن أو النفي أو مواجهة الموت نتيجة مواقفه.
وفي الفصل الذي يحمل عنوان الكتاب نفسه "سلطة اللسان"، يتحدث هيني عن تأثير قراءة أعمال ت. س. إليوت على جيله، مشيرًا إلى كتاب "الشعرية الجديدة" للناقد النيوزيلندي سي. كاي. ستيد، الذي أبرز كيف أحدثت قصيدة إليوت الشهيرة "الأرض الخراب" قطيعة جذرية مع شعراء عصره الذين وصفهم ماندلشتام بـ"متعهدي المعنى الجاهز". وقد قدّم ستيد من خلال تحليلاته تصورًا مغايرًا لطبيعة القصيدة، رافضًا قراءتها كخطاب منطقي مقطّع، ومؤكدًا أنها عمل شعري قائم على الصورة والبنية والإيحاء والإلهام، وأنها تنبع من أعماق اللاوعي وتتجاوز البنية العقلية دون أن تنفي قيمتها الفكرية.
كما يناقش هيني حاجة الشاعر إلى تجاوز حدود الذات الشخصية ليصبح صوته معبرًا عن ما هو أوسع من السيرة الذاتية، بحيث ترتقي اللغة والمعنى إلى مستوى تيار شعري أقوى وأعمق من المتوقع. ويستشهد بآراء شعراء كبار حول هذه الفكرة، مثل روبرت فروست الذي تحدث عن "صوت المعنى" باعتباره شرطًا أساسيًا لولادة الشعر، حيث يجب أن تتجسد الإيقاعات في القصائد قبل أن تُسمع بوصفها أمرًا محتومًا. أما إليوت، فكان أكثر ميلًا إلى اعتبار الشعر حاملاً لطاقة أقدم وأعمق من المعنى الظاهر أو الإيقاع المباشر، وهو ما عبّر عنه بمفهوم "الخيال السمعي"، أي الإحساس بالمقطع والنغمة في مستويات ما قبل الوعي الفكري والعاطفي.
بهذا المزج بين التحليل النقدي والتأمل الفلسفي، يقدم هيني في سلطة اللسان شهادة على أن الشعر، حين يتحرر من القيود، يصبح أداة مقاومة ومعرفة في آن واحد، ويظل قادرًا على ملامسة الجوهر الإنساني في مواجهة القمع والتاريخ.

## اقتباس
"هذه هي المفارقة الكبرى في الشعر، وفي الفنون الإبداعية عمومًا: فعندما تواجه وحشية الهجوم التاريخي، تبدو عديمة الجدوى عمليًا. ومع ذلك، فهي تؤكّد فرادتنا، وتستخرج معدن الذات الكامن في أساس كل حياة متفردة. من منظور ما، فاعلية الشعر معدومة — إذ لم توقف أي قصيدة دبابة قط. ومن منظور آخر، ففاعليته بلا حدود؛ إنه أشبه بالكتابة على الرمل التي، في حضورها، يُترك المهاجمون والمهاجَمون بلا كلام، وكأنهم وُلدوا من جديد....
لا يقول الشعر للجمهور المتهم أو للمتهم العاجز: «الآن سيحدث الحل»، ولا يزعم أن يكون أداة مباشرة أو فعّالة. بل، في الفجوة بين ما سيحدث وما نتمنى حدوثه، يثبت الشعر الانتباه لبرهة، ويعمل لا كتشتيت بل كتركيز صافٍ، كنقطة تتركز فيها قدرتنا على التركيز لتعود إلينا نحن.

وهذا ما يمنح الشعر سلطته الحاكمة. ففي أعظم لحظاته، يحاول — على حد تعبير ييتس — أن يجمع في فكرة واحدة بين الواقع والعدالة. ومع ذلك، فوظيفته ليست في جوهرها دعائية ولا انتقالية. فالشعر أقرب إلى العتبة منه إلى الطريق، عتبة يُقترب منها ويُغادرها باستمرار، حيث يخوض القارئ والكاتب، كل بطريقته، تجربة الاستدعاء والتحرر في آن واحد".